# Kanton Poligny
Kanton Poligny (francouzsky Canton de Poligny) je francouzský kanton v departementu Jura v regionu Franche-Comté. Tvoří ho 28 obcí.

## Obce kantonu
- Abergement-le-Petit
- Aumont
- Barretaine
- Bersaillin
- Besain
- Biefmorin
- Bonnefontaine
- Brainans
- Buvilly
- Chamole
- Champrougier
- Le Chateley
- Chaussenans
- Chemenot
- Colonne
- Fay-en-Montagne
- Grozon
- Miéry
- Molain
- Montholier
- Neuvilley
- Oussières
- Picarreau
- Plasne
- Poligny
- Tourmont
- Vaux-sur-Poligny
- Villers-les-Bois